# Raimondo I di Pallars e Ribagorza
Raimondo di Ribagorza (Ramón in spagnolo, Ramon, in catalano e Raymond in francese; metà secolo IX – 920 circa) fu Conte di Ribagorza e di Pallars dall'872 alla sua morte.

## Origine
Raimondo, secondo il Catalunya Carolíngia, vol. II: Els diplomes carolingis a Catalunya (non consultato) era figlio di Loup Donat, conte di Bigorre e di una donna della casa comitale di Tolosa, Franquilena di Tolosa, figlia del conte Raimondo I di Tolosa.

Llop I Donat de Bigorra, secondo la Histoire de la Gascogne depuis les temps les plus reculés jusqu'à nos jours. Tome 1, era figlio del Conte di Bigorre, Donat Loup e della moglie, Faquilo, che ancora secondo la Histoire de la Gascogne depuis les temps les plus reculés jusqu'à nos jours. Tome 1, e anche secondo LA VASCONIE. PREMIERE PARTIE era figlia di Mancione o Mansione di una casata originaria del Lavedan.

## Biografia
Raimondo divenne conte di Ribagorza, verso l'872, nel periodo in cui il conte Bernardo II di Tolosa veniva assassinato da un sicario dal, conte di Rodez e conte d'Alvernia, Bernardo Piede di Velluto

La politica di Raimondo fu di rendersi indipendente dalla contea di Tolosa, facendo un'alleanza con la dinastia dei Banu Qasi, con Muhammad I figlio di Lope di Saragozza, e nipote di Musa II, il quale, nell'884, cedette a Raimondo la città di Saragozza, che poi fu riconquistata dal generale, Haxim b. ‘Abd al-‘AzÌz, circa dieci anni dopo.
Dopo l'888, distaccò Pallars dalla diocesi di Urgell, con un proprio vescovo.
Nell'893, Raimondo è citato dal CARTULARIO SAN JUAN DE LA PENA, come conte di Pallars.
Durante il suo governo, Raimondo dovette combattere i Saraceni, e, nel 904, subì un'incursione da parte del signore di Leida, che aggredì Pallars e fece prigioniero suo figlio, Isarno, che fu tenuto prigioniero a Tudela, per circa 14 anni; questo episodio è riportato nel Codice di Roda, che aggiunge che Isarno fu liberato dal re di Navarra, Sancho I Garcés.

Un'altra scorreria, da parte di Muhammad al-Tawīl di Huesca, fu fatta, nel 908, che portò alla perdita di alcuni territori.

Iniziò allora la costruzione di fortificazioni di difesa ed una espansione territoriale con la riconquista dei territori a sud della sua contea.
Raimondo, nel 905, aveva preso parte al colpo di stato che portò alla deposizione del re di Navarra, Fortunato Garcés, sostituito da suo nipote, Sancho I Garcés, figlio di sua sorella, Dadildis.
Raimondo, tra il 908 ed il 920 lo troviamo citato in tre documenti del Catalunya Carolíngia, vol. II: Els diplomes carolingis a Catalunya (non consultato):
- il n° 108, datato 908 (Raimundo comite)
- il n° 113, datato 910 (Regemundo comite)
- il n° 132, datato 920 (Regimundo comite filio Luponi comiti)

Nel 920, gli abitanti di Baén gli fecero dono dei loro territori liberi, mentre il vescovo di Urgell riebbe autorità sul territorio di Pallars.
Probabilmente Raimondo morì in quello stesso anno e le contee di Pallars e Ribagorza furono divise:
- la Contea di Ribagorza andò ai figli maggiori, Bernardo e Miro
- la Contea di Pallars andò ai figli minori, Isarno e Lupo

## Matrimonio e discendenza
Secondo il Codice di Roda, Raimondo aveva sposato Ginigenta, figlia d’Asnar Dató, discendente dai conti di Bigorre.

Raimondo da Ginigenta ebbe cinque figli:
- Bernardo I († 950/955), conte de Ribagorza[10];
- Miro († prima del 955), conte de Ribagorza[9];
- Isarno († 953), conte di Pallars[9];
- Lupo († 947), conte di Pallars[9];
- Atone († 953), vescovo di Pallars[11].

### Fonti primarie
- (LA)  (ES)  #ES Textos-navarros-codice-roda.pd.
- (LA)  CARTULARIO SAN JUAN DE LA PENA.

### Letteratura storiografica
- (EN) The Development of Southern French and Catalan Society, 718-1050, su libro.uca.edu.
- (FR)  LA VASCONIE. PREMIERE PARTIE.
- (FR)  Histoire de la Gascogne depuis les temps les plus reculés jusqu'à nos jours. Tome 1.